# Luật chống độc quyền tại Hoa Kỳ
Các luật chống độc quyền Hoa Kỳ là một tập hợp các luật và quy định của chính phủ liên bang và chính quyền các tiểu bang Hoa Kỳ quy định việc thực hiện và tổ chức của các tập đoàn kinh doanh, nói chung để thúc đẩy cạnh tranh lành mạnh vì lợi ích của người tiêu dùng. (Khái niệm này được gọi là luật cạnh tranh ở các nước nói tiếng Anh khác.) Các quy định pháp lý chính gồm có Đạo luật Sherman năm 1890, Đạo luật Clayton năm 1914 và Đạo luật Ủy ban Thương mại Liên bang năm 1914. Các đạo luật này, đầu tiên, là hạn chế sự hình thành các liên minh các-ten và cấm các hành vi thông đồng khác được xem là gây hạn chế thương mại. Thứ hai, các đạo luật và quy định này hạn chế các vụ sáp nhập và mua lại của các tổ chức đó có thể làm giảm đáng kể cạnh tranh. Thứ ba, các đạo luật và quy định này cấm việc tạo ra sự độc quyền và lạm dụng quyền lực độc quyền.
Ủy ban Thương mại Liên bang, Bộ tư pháp Hoa Kỳ, chính quyền tiểu bang và các bên tư nhân bị ảnh hưởng đều có thể nộp đơn khiếu kiện tại các tòa án để thực thi luật chống độc quyền. Phạm vi của luật chống độc quyền, và mức độ mà chúng nên can thiệp vào quyền tự do kinh doanh của doanh nghiệp, hoặc để bảo vệ các doanh nghiệp nhỏ hơn, cộng đồng và người tiêu dùng, được người tranh luận mạnh mẽ. Một quan điểm, chủ yếu kết hợp chặt chẽ với các "trường phái kinh tế học Chicago" cho rằng luật chống độc quyền nên chỉ tập trung vào những lợi ích cho người tiêu dùng và hiệu quả tổng thể, trong khi một loạt các lý thuyết pháp lý và kinh tế nhìn thấy vai trò của luật chống độc quyền cũng như kiểm soát quyền lực kinh tế lợi ích công cộng.